# Hupmobile
Hupmobile – dawna amerykańska marka samochodów osobowych, należąca do przedsiębiorstwa Hupp Motor Company, którego siedziba mieściła się w Detroit, w stanie Michigan.
Przedsiębiorstwo powstało w 1908 roku i produkowało samochody do 1941 roku.